# Burchard V van Vendôme
Burchard V van Vendôme (overleden te Tunis op 15 mei 1271) was van 1249 tot aan zijn dood graaf van Vendôme. Hij behoorde tot het huis Montoire.

## Levensloop
Burchard V was de oudste zoon van Johanna, dochter van heer Juhel II van Mayenne, en diens echtgenoot, graaf Peter van Vendôme. Na het overlijden van zijn vader in 1249 erfde hij het graafschap Vendôme.
In 1254 vocht hij aan de zijde van zijn leenheer Karel I van Anjou in de Vlaams-Henegouwse Successieoorlog. In 1265 begeleidden Burchard en zijn broer Jan Karel I van Anjou bij de verovering van het koninkrijk Sicilië. Zo vocht hij in 1266 mee in de Slag bij Benevento. In 1270 maakte Burchard deel uit van het gevolg van Anjou bij de Achtste Kruistocht naar Tunis. Nabij Tunis werd hij getroffen door dysenterie, de ziekte waaraan hij in mei 1271 overleed.

## Huwelijk en nakomelingen
Burchard VI huwde met Maria, dochter van heer Rudolf II van Roye. Ze kregen volgende kinderen:
- Jan V (overleden in 1315), graaf van Vendôme
- Burchard, heer van Bonnevau
- Peter (overleden in 1311), kanunnik in Tours
- Eleonora, huwde met baron Burchard VII van L'Île-Bouchard
- Johanna, huwde met heer Godfried van Montbazon